# Лермонтовский проспект (станция метро)
«Ле́рмонтовский проспе́кт» — станция Московского метрополитена на Таганско-Краснопресненской линии. Связана пересадкой со станцией «Косино» на Некрасовской линии. Расположена в районе Выхино-Жулебино (ЮВАО) за Московской кольцевой автодорогой на пересечении одноимённого проспекта и Хвалынского бульвара. Открыта 9 ноября 2013 года в составе участка «Выхино» — «Жулебино». Односводчатая станция мелкого заложения с одной островной платформой.

## История и происхождение названия
В августе 2010 года на общественные слушания был выставлен проект, состоящий из двух станций — «Пронская» и «Жулебино». Первую планировалось разместить на стечении одноимённого проспекта и Хвалынского бульвара, вторую — под улицей Генерала Кузнецова в районе Тарханской улицы. В феврале 2011 года мэр Москвы Сергей Собянин переименовал станцию с рабочим названием «Пронская» в «Лермонтовский проспект».
Участок «Выхино» — «Жулебино» планировалось запустить в сентябре 2013 года, однако в связи с несколькими переносами сроков сдачи, вследствие отсутствия своевременного предоставления рабочей документации и разрешений на строительство, станция была открыта лишь 9 ноября.
Одной из причин задержки ввода участка в строй стал произошедший 26 июня 2013 года на перегоне «Выхино» — «Лермонтовский проспект» прорыв водонасыщенного грунта из забоя во время проходки межтоннельной сбойки. Следствием этого является то, что подземная часть перегона «Выхино» — «Лермонтовский проспект» проходит через территорию бывших косинских болот. С похожей трудностью метростроители столкнулись в 1964 году при строительстве перегона «Остаповское шоссе» — «Текстильщики» через осушавшееся Сукино болото, тогда решением этой проблемы стала прокладка большей части перегона наземно. Как пояснил начальник управления строительства метрополитена городского департамента строительства Дмитрий Дорофеев, водоприток оказался выше, чем можно было предположить по результатам геологических изысканий. Строители успели эвакуироваться, обошлось без жертв. Произошло смещение обделки обоих тоннелей на величины, превышающие критические, на протяжении примерно 80 метров. Участки тоннелей длиной 150 метров закрыты и забетонированы с обеих сторон для предупреждения возможности повреждения тоннелей на большем протяжении.
Станция открылась 9 ноября 2013 года в составе участка «Выхино» — «Жулебино», после ввода в эксплуатацию которого в Московском метрополитене стало 190 станций. Пассажиров на станцию стали пускать в 11 часов, и первые полчаса вход на станцию был бесплатным.
С 28 октября по 3 ноября 2017 года и с 6 по 9 апреля 2019 года станция была закрыта в связи с проведением работ по сооружению тоннеля строящейся Некрасовской линии под тоннелями Таганско-Краснопресненской линии.

## История строительства
- Конец сентября 2011 года. ЗАО «Бамтоннельстрой» начало активные работы. Зона строительства расширена (снесён целый ряд частных домов, огороженная территория увеличена, техника работает даже в ночное время).
- Ноябрь 2011 года. Строительство станции началось, расчистка участка под него закончена.
- Начало декабря 2011 года. Готова монтажная камера. Устраивается «стена в грунте» по периметру станционного комплекса.
- Июнь 2012 года. Началась пробная проходка левого перегонного тоннеля между станциями «Лермонтовский проспект» — «Выхино» с использованием ТПК Herrenknecht-736[11].
- Сентябрь 2012 года. ТПК Herrenknecht-736 прошёл более половины левого перегонного тоннеля между станциями «Лермонтовский проспект» — «Выхино»[12].
- 6 ноября 2012 года. Закончена проходка левого перегонного тоннеля между станциями «Лермонтовский проспект» — «Выхино». Тоннель длиной 1914 метров был пройден за 5 месяцев, средняя скорость проходки составила около 400 метров в месяц[13].
- 25 ноября 2012 года. Закончены бетонные работы на платформенном участке станции: полностью сооружён свод станции и посадочная платформа[14].
- 10 декабря 2012 года — завершён монтаж ТПК производства американской компании Robbins. Комплекс предназначен для проходки правого перегонного тоннеля между станциями «Лермонтовский проспект» — «Выхино». Началась проходка тоннеля в отладочном режиме. Работы ведутся специалистами «Бамтоннельстрой» совместно с представителями Robbins[15].
- 15 февраля 2013 года при строительстве снесён дом 109 по Лермонтовскому проспекту.
- 25 мая 2013 года. Завершена проходка правого (второго по счету) перегонного тоннеля между станциями «Лермонтовский проспект» — «Выхино».[16]
- 30 мая 2013 года. Завершилась проходка правого перегонного тоннеля между станциями «Жулебино» и «Лермонтовский проспект».
- Июль 2013 года. Возведение павильона со стороны платформы Косино. Завершается отделка путевой стены[17].
- Август 2013 года. Производится отделка станции и обоих выходов. Достраивается южная часть восточного вестибюля и оба выхода, ведущие к Хвалынскому бульвару.
- Сентябрь 2013 года. Приезд Сергея Собянина и запуск тестового поезда для станций «Лермонтовский проспект» и «Жулебино».
- Октябрь 2013 года. Обкатка мотовоза на участке от Выхино до Жулебино. Запуск габаритного вагона-дефектоскопа по новому участку — 29 октября, пробного состава — 31 октября.
- 4—6 ноября 2013 года. Планировалось открытие участка[18].
- 6 ноября 2013 года должно было состояться открытие станции для пассажиров[19], где предполагалось присутствие мэра, но утром на станции произошла поломка поезда и открытие было перенесено на неопределённый срок[20].

Управляющая компания по строительству станции — АО «Мосинжпроект».

## Архитектура и оформление
Архитектурный проект станции был подготовлен архитекторами Л. Л. Борзенковым (руководитель авторского коллектива), М. В. Воловичем, С. Ф. Костиковым, Т. А. Нагиевой, Н. Н. Солдатовой, В. К. Уваровым.
Станция «Лермонтовский проспект» — односводчатая станция мелкого заложения. Её оформление выполнено в жёлто-зелёных тонах.

## Путевое развитие
Между станциями «Выхино» и «Лермонтовский проспект» посередине перегона вправо отходит служебная соединительная ветвь к Некрасовской линии.

## Пересадки
3 июня 2019 года открыта пересадка на станцию «Косино» Некрасовской линии. Через нее можно совершить пересадку на платформу Косино Рязанского направления МЖД и линии МЦД-3. В ближайшей перспективе планируется соорудить прямую пересадку. Также возможна пересадка на платформу Ухтомская, однако расстояние между ними составляет 850 метров, поэтому пересадка может занять от 10 до 15 минут.

## Наземный общественный транспорт

### Городской
На этой станции можно пересесть на следующие маршруты городского пассажирского транспорта:
- Автобусы: 177, с613, 669, 722, 723, 747, 773, 787

### Областной
- Автобусы: 323, 346, 352, 373, 463

## Галерея
| - Строительство станции. 2012 год. - Первые пассажиры на станции. Вид в сторону центра. 9 ноября 2013 года - Обратный вид в сторону станции «Жулебино». 9 ноября 2013 года - Поезд типа 81-765/766/767 «Москва» на станции. 7 мая 2017 года - Название на путевой стене |

## Станция в цифрах
- Таблица времени прохождения первого поезда через станцию[23]:

| По чётным числам             | Будние дни | Выходные дни |
| По нечётным числам           | Будние дни | Выходные дни |
| В сторону станции «Жулебино» | 05:57:00   | 05:58:00     |
| В сторону станции «Жулебино» | 05:58:00   | 05:58:00     |
| В сторону станции «Выхино»   | 05:45:00   | 05:42:00     |
| В сторону станции «Выхино»   | 05:46:00   | 05:44:00     |

## В компьютерных играх
В дополнении (моде) «Metrostroi Subway Simulator» к игре «Garry's Mod» в Steam на карте Virus с вымышленной линией под «Лермонтовский проспект» стилизована вымышленная станция «Хорошавино», «игроками-энтузиастами» смоделирована и подключена к системе СЦБ с основным средством сигнализации в виде автоблокировки со светофорами и защитными участками, дополненной АЛС-АРС и функционирует в виде аддонов в Steam Workshop. Дополнение отличается от других компьютерных симуляторов поезда высокой реалистичностью и широкой кастомизацией каких-либо действий.